# 木待问
木待問（1140年—1212年），字蘊之，永嘉（今浙江溫州茶山街道潘山）人，南宋官员。

## 生平
最早居住於問政坊，後徙居楓林。少時師從鄭伯熊（鄭敷文），聰明好學，為洪邁所賞識，以女妻之。南宋孝宗隆興元年（1163年）狀元，授簽書平江軍節度判官，乾道六年（1170年）任洪州（今南昌市）通判。乾道八年（1172年）七月爲秘書省校書郎，隔年為著作郎。淳熙八年，累遷中書舍人。光宗朝累至太子詹事。
绍熙四年（1193年）出任宁国知府（今安徽省宣城）。寧宗慶元元年（1195年）十二月，以显谟阁待制出任福州知縣。其師鄭伯熊死後，木待問造宅侵犯鄭家土地，伯熊之弟鄭伯英憤怒不平，與木待問相罵打架，因此永嘉人鄙視他。孝宗知有此事，便問待問“木姓起于何时？”木待問答不上来。孝宗对其岳父洪迈說：“被朕擢为状元，而不知祖姓来源，卿宜劝之多读书。”慶元二年十一月出任婺州（今浙江省金华市）知府。累官禮部尚書，卒于任上。